# Nardodipace
Nardodipace község (comune) Olaszország Calabria régiójában, Vibo Valentia megyében.

## Fekvése
A megye délkeleti részén fekszik. Határai: Caulonia, Fabrizia, Martone, Mongiana, Pazzano, Roccella Ionica és Stilo.

## Története
A települést a 18. században alapították fabriziai lakosok.  A 19. század elején vált önálló községgé, amikor a Nápolyi Királyságban felszámolták a feudalizmust. Az 1950-es években sorozatos árvizek miatt a lakosságot áttelepítették a mai település területére.

## Népessége
A népesség számának alakulása

## Főbb látnivalói
- Natività di Maria Santissima-templom